# Panometro di Lipsia
Il Panometro di Lipsia è un ex gasometro, situato nell'omonima città in Germania, riconvertito in galleria espositiva.

## Descrizione

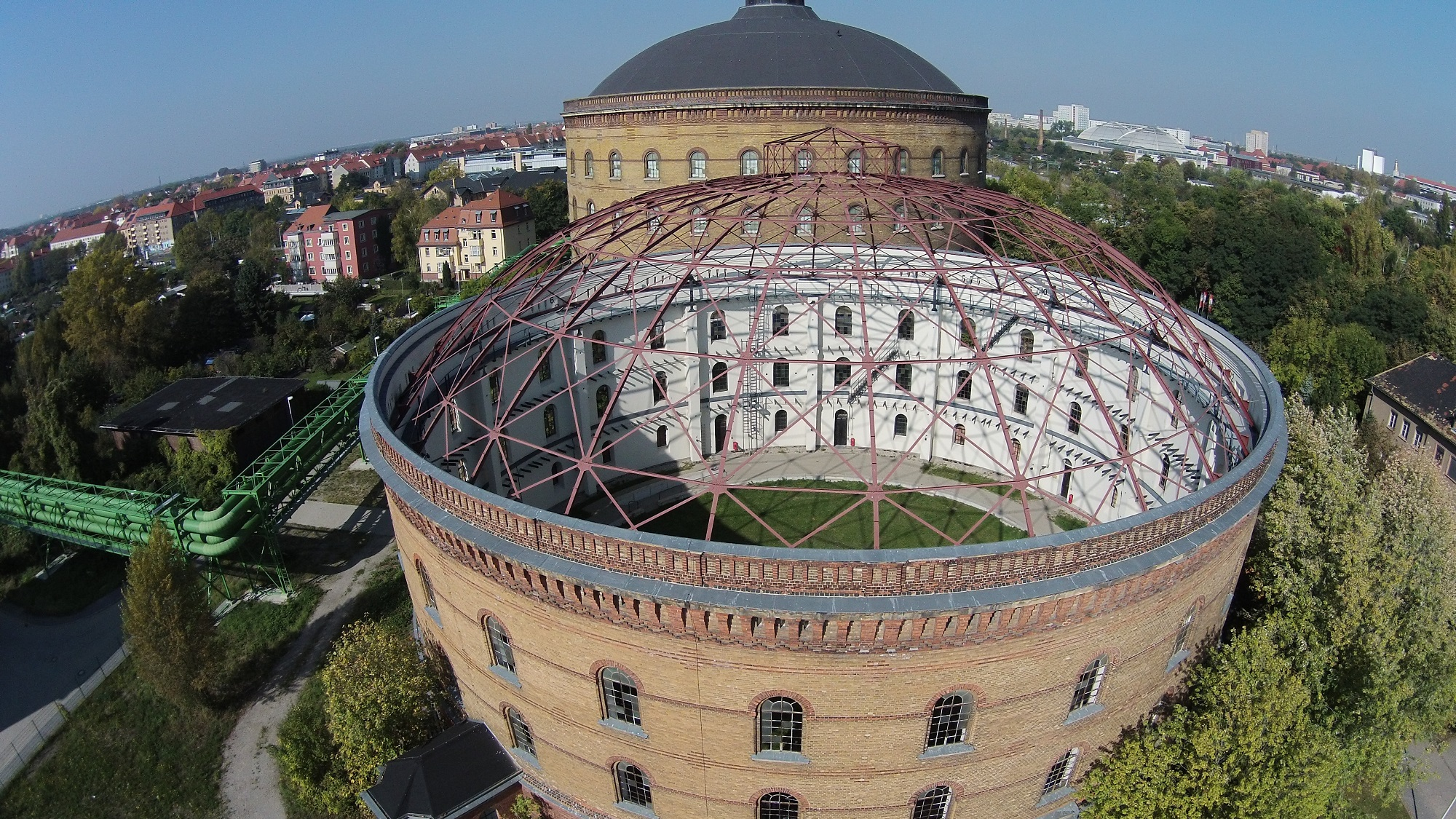
Vista dall'alto del complesso

Il Panometro è stato creato nel 2003 dall'artista austriaco Yadegar Asisi, che ha coniato il termine creando una parola macedonia dalla fusione delle parole "panorama" e "gasometro".
Ha un diametro di 57 metri e un'altezza totale di 49 metri.
Il gasometro fu costruito tra il 1909 e il 1910 e venne usato per immagazzinare il gas fino al 1977.
Dal 2002 al 2005 l'edificio è stato restaurato per consentirne la trasformazione in galleria espositiva. Inoltre alla struttura è stato aggiunta un foyer in vetro, che lo collega a un gasometro adiacente, contenente anche un ristorante.